# Rostroculodes borealis
Rostroculodes borealis is een vlokreeftensoort uit de familie van de Oedicerotidae. De wetenschappelijke naam van de soort is voor het eerst geldig gepubliceerd in 1871 door Boeck.